# U.S. Green Building Council
O US Green Building Council (USGBC), cofundado por Mike Italiano, David Gottfried e Rick Fedrizzi em 1993, é uma organização privada sem fins lucrativos, baseada em membros, que promove a sustentabilidade no projeto, construção e Operação. O USGBC é mais conhecido por seu desenvolvimento dos sistemas de classificação de edifícios verdes de Liderança em Energia e Design Ambiental (LEED, sigla em inglês) e sua Conferência e Expo Internacional Greenbuild anual, a maior conferência e exposição do mundo dedicada à construção verde. O USGBC foi um dos oito conselhos nacionais que ajudaram a fundar o World Green Building Council (WorldGBC).
Por meio de sua parceria com a Green Business Certification Inc. (GBCI), o USGBC oferece um conjunto de credenciais profissionais LEED que denotam experiência na área de construção ecológica. O USGBC incentiva a certificação LEED concedendo pontos extras de certificação para projetos de construção concluídos com um profissional certificado LEED na equipe.